# Денисовка (Полтавская область)
Денисовка (укр. Денисівка) — село Денисовского сельсовета Оржицкого района Полтавской области Украины.
Код КОАТУУ — 5323680801. Население по переписи 2001 года составляло 884 человека.
Является административным центром Денисовского сельского совета, в который, кроме того, входят сёла Теремецкое и Чмыхалово.

## Географическое положение
Село Денисовка находится на правом берегу реки Оржица, выше по течению на расстоянии в 4,5 км расположено село Круподеринцы, ниже по течению на расстоянии в 4 км расположено село Теремецкое, на противоположном берегу — село Золотухи. На расстоянии в 0,5 км расположено село Чмыхалово. По селу протекает пересыхающий ручей с запрудой.

## История
- Село основано в XVII веке (обозначена на карте Боплана).[2]
- Иоанно-Богословская церковь известна с 1766 года.[3]
- В XIX веке село относилось к Лубенскому уезду Полтавской губернии.
- Село указано на подробной карте Российской Империи и близлежащих заграничных владений 1816 года.[4]
- В 1905 году в селе произошла вооружённая стычка между крестьянами и казаками.[2]

## Экономика
- ООО «Денисовка».

## Объекты социальной сферы
- Школа.

## Известные люди
В селе родились:
- Лесевич, Владимир Викторович (1837—1905) — философ.[5]
- Карпинский, Никон Карпович (1745—1810) — анатом и хирург.[6]
- Кожушный, Марко Прокопиевич — известный писатель.[2]
- Р. Ф. Чмыхало — сказочник.[2]